# Listă de poeți: N
A - Ă - B - C - D - E - F - G - H - I - Î - J - K - L - M - N - O - P - Q - R - S - Ș - T - Ț - U - V - W - X - Y - Z

### N

#### Na-Nj
- Nabrut, Vladimir poet rus
- Marcia Nardi
- Ogden Nash, (1902-1971),
- Thomas Nashe, (1567-1601)
- John Neihardt, (1881-1973)
- Émile Nelligan, (1879-1941), poet din Quebec
- Alice Moore Dunbar Nelson
- Howard Nemerov, (născut în 1920),
- Pablo Neruda, Laureat al Premiului Nobel pentru literatură
- Henry Newbolt, (1862-1938), istoric, poet
- John Henry Newman, (1801-1890)
- Nezami
- B. P. Nichol, (1944-1988)
- John Gambril Nicholson
- Lorine Niedecker
- Miloš Đoka Nikolić (Millosh Gjergj Nikolla)
- Petar Petrovic Njegos, (1813-1851), Serb

#### No-Ny
- Christopher Nolan, (născut în 1970), poet, membru al Aosdána
- Fan Noli
- Caroline Norton
- Cyprian Kamil Norwid
- Anton Novacan, (1887-1951)
- Boris A. Novak, (născut în 1953)
- Irena Zorko Novak, (născut in 1953)
- Novica Novakovic, (născut în 1965)
- Novalis (Friedrich von Hardenberg), (1772-1801), poet german
- Lili Novy, (1885-1958)
- Alfred Noyes
- Naomi Shihab Nye